# Liberty International (metalurgie)
Liberty International este o companie metalurgică deținută de oameni de afaceri indieni.
Grupul controlează fabrici de oțel în Nigeria, Sudan, Maroc și India, cu o capacitate anuală totală de un milion de tone metrice.

## Liberty International în România
În anul 2007, grupul Liberty a achiziționat firma Turol din Oltenița, pentru 16 milioane de euro, prin intermediul Transdanube Industries.
Compania intenționează să investească 150 milioane euro pentru construcția de capacități de producție  a oțelului la Oltenița, acestea urmând să devină funcționale în 2011.